# Harry Wahl
Harry August Wahl (Hamina, 17 de julho de 1869 — Viburgo, 31 de julho de 1940) foi um empresário, colecionador de violinos e velejador finlandês, medalhista olímpico. Ele competiu nos Jogos Olímpicos de Verão de 1912 na classe 10 Metre e conquistou a medalha de prata na disputa a bordo do Nina com Juho Aarne Pekkalainen, Waldemar Björkstén, Jacob Björnström, Bror Brenner, Erik Lindh e Allan Franck.
A família Wahl fez fortuna com vários negócios, muitos dos quais ligados à construção do Canal de Saimaa por volta de 1850. Na década de 1930, Harry Wahl possuía uma das mais importantes coleções de violinos e outros instrumentos de corda da Europa, incluindo vários feitos por Antonio Stradivari (sete violinos), Guarneri (seis violinos) e Amati (cinco violinos).